# Micranthes caroliniana
Micranthes caroliniana là một loài thực vật có hoa trong họ Saxifragaceae. Loài này được (A. Gray) Small miêu tả khoa học đầu tiên năm 1905.